# Базилика Нотр-Дам де ла Дорад
Базилика Нотр-Дам де ла Дорад (фр. Basilique Notre-Dame de la Daurade) — католическая церковь в Тулузе, Франция. Расположена на берегу реки Гаронна. С 1876 года имеет статус малой базилики. С 1963 года является историческим памятником Франции.
[[Категория:]]== Примечания ==
1. ↑  base Mérimée (фр.) — ministère de la Culture, 1978.
2. ↑  Catholic.org. Дата обращения: 23 июня 2016. Архивировано 23 ноября 2015 года.
3. ↑  Министерство культуры Франции — Monuments historiques. Дата обращения: 23 июня 2016. Архивировано 8 октября 2018 года.